# Stirling (kommun)
Stirling är en av Skottlands kommuner. Kommunen gränsar till Clackmannanshire, Falkirk, Perth and Kinross, Argyll and Bute, East Dunbartonshire och West Dunbartonshire. Centralort är Stirling. Kommunen täcker större delen av det traditionella grevskapet Stirlingshire och den sydvästra delen av Perthshire. Tillsammans med Falkirks kommun utgör Stirlings kommun det ceremoniella ståthållarskapet Stirling and Falkirk.

## Orter
- Aberfoyle
- Bannockburn
- Boreland
- Bridge of Allan
- Callander
- Crianlarich
- Doune
- Dunblane
- Killin
- Lochearnhead
- Stirling
- Thornhill